# 哈維格·布萊恩
威廉·「哈維格」·布萊恩（William "Havergal" Brian，1876年1月29日—1972年11月28日）是二十世紀英國多產作曲家。他一生共創作了32首交響曲，二百多首各類型的作品，其中超過一半的交響曲更是在80歲以後才寫成的。但遺憾的是無論他在世或死後，他的作品被演奏的機會並不多，就連他最出名的作品《歌德交響曲》，也因為規模過大，由寫成至今天亦只有不足五次的公演機會。
「哈維格」並非布萊恩的原名，是他借用了英國一名詩人海弗格爾（Frances Ridley Havergal）的姓氏，後來這個借來的名就成為他日後創時的名稱。

## 生平
布萊恩出身於英國斯塔福德郡的特倫特河畔斯托克德雷斯頓區，那裏是典型的英國工人階層社區。布萊恩只念完小學後便開始踏足社會工作，當時他只有12歲。然而卻發覺並沒有合適的工作，憑著他曾經在當地教堂擔任風琴手，他開始自學音樂理論，1895年他出席一場艾爾加合唱作品的排練時，有機會接觸到理察·施特勞斯的作品，施特勞斯的新音樂風格令布萊恩為之傾慕，而這次機會亦令他認識了畢生的好友－作曲家格蘭維爾·班托克。
1907年，他的《第1英國組曲》受到指揮家亨利活特（Henry Wood）的注意，並有機會於逍遙音樂會中演出，這次演出令布萊恩一夜成名，很快便得到出版商答應為他發行樂譜。及後他亦創作了多首管絃樂作品，不過基於他害羞、缺乏自信及不善交際的性格，他的成功並不長久，縱然及後得到一名富商班托（Bantock）長期的經濟援助，他始終不能保持名氣。
第一次世界大戰期間，布萊恩移居至倫敦，並曾短時間參軍，但他的音樂成就仍然停滯不前，除了靠富商的資助外，他還得以其他的工作維生，生活非常艱苦。1920年代末，他獲聘於音樂期刊《音樂評論》（Musical Opinion）擔任助理編輯，令他對近代的英國音樂有進一步的體會和了解，但這些經驗仍不足以讓他的音樂仕途有所起色－縱使有理察·施特勞斯和托維（Sir Donald Tovey）的無間斷支持。
1946年，班托的去世令布萊恩的處境更見坎坷，一直至1950年初，一位在英國廣播公司任職的年輕監製羅拔·辛普森（Robert Simpson）使布萊恩經歷新的一頁。辛普森覺得布萊恩的音樂（特別是交響曲）是現代英國樂壇的上佳之作，他先為布萊恩製作了《第8號交響曲》的錄音演奏，然後在往後的廿多年間，不斷在電台中演奏他的作品，自此，多了人認這位作曲家，也開始對他的作品認同。
1958年，已年屆82歲的布萊恩由倫敦移居至西塞克薩斯（West Sussex）的雪爾漢濱海（Shoreham-by-Sea），這裏成為他晚年的定居地，他專心地創作音樂，由《第13號交響曲》、樂隊協奏曲、大提琴協奏曲、《傳奇》序曲；直至1968年完成《第32號交響曲》後封筆，十年間共創作了三十多首的作品。四年後，還差兩個月便97歲的他因一次意外跌倒而離世。布萊恩死時，超過一半的交響曲還未有公開演出的機會，但英國廣播公司繼續播放他的交響曲作品，四年後，只剩下五首未曾演奏。
布萊恩共經歷兩段婚姻，第一任妻子為依薩貝拉，共育成五名兒女，這段婚姻維持了15年，因布萊恩與家中的傭人海迪發生關係而離婚，依薩貝拉搬走後，兩人繼續居住在一起，並在依薩貝拉死後結婚，海迪亦為他生育了五名兒女。

## 現存主要作品
- 32首交響曲，另外早期還創作了《幻想交響曲》，但後來被拆散為不同的管絃樂作品出版
- 5首英國組曲（但第2號樂譜已遺失）
- 40多首管絃作品，包括《樂隊協奏曲》、《節日舞曲》、《銲鍋匠的婚禮》序曲、《杜蘭朵組曲》等
- 大提琴協奏曲及小提琴協奏曲各1首（另外有1首小提琴協奏曲已遺失）
- 合唱曲《詩篇23篇》、《天主教的景象》、《海瑞克之歌》
- 6 首鋼琴作品
- 5 套歌劇
- 超過 100 首歌曲

值得一提的是，布萊恩不少早期重要的作品－特別是合唱作品，其樂譜及分譜均已遺失，其中包括有《在巴比倫的河邊》、《埃及妖后的景象》（兩者均只遺下伴奏譜）、《安魂曲》、《普羅密修斯的解脫》、管絃樂《第2英國組曲》等。他其中一齣歌劇《老虎》的總譜亦是在他死後多年才尋回。